# Jonás: Las aventuras imaginarias
Jonás: Las aventuras imaginarias es una serie de animación creada por Machango Studio.

## Historia
La historia gira en torno a Jonás, un niño que vive con su abuela en un barrio humilde. Su gran imaginación le lleva a convertir los eventos cotidianos en aventuras fantásticas.

## Características generales
La serie tiene una temporada de veintiséis episodios. Su público objetivo son los niños de entre cuatro y diez años. El tipo de animación es 2d-Flash. Se emite desde diciembre de 2011 en la Televisión Canaria.

## Personajes principales

### Jonás
Jonás es el único niño en un núcleo familiar humilde en un barrio humilde. No tiene muchos ni muy buenos juguetes y vive en un piso minúsculo. Lo que le falta en lo material, lo suple con imaginación

### Said
El mejor amigo de Jonás. Said no es tan fantasioso como Jonás, pero es mucho más práctico.
Es más valiente, pero no hace tantas tonterías.

### Katy
Katy es una niña bonita y agradable con todos excepto con Jonás, al que hace sufrir por diversión.

### Huan
Huan es el único de la pandilla que no vive en el edificio. Es algo torpe pero siempre piensa con la
cabeza fría.

### Titán
Es el perro de Katy. Aunque no es agresivo Jonás le tiene mucho miedo.